# 心理罪 (網絡劇)
《心理罪》，共兩季，是根據作家雷米所著的同名系列小說改编的中國大陸犯罪懸疑網路系列劇集。該劇由五百執導，顧小白編劇，陳若軒、付枚主演。第一季於2015年5月8日在愛奇藝平台播出，第二季於2016年12月3日並改為在樂視視頻首播。
第一季改編自《心理罪之第七個讀者》和《心理罪之畫像》該劇主要講述了犯罪心理學天才方木，歷經四起大型連環兇殺案件，探尋善惡真相後，涅槃重生的故事（強姦城市案/吸血鬼案/第七個讀者/畫像）。第二季改編自《心理罪》系列小說中的《教化場》和《暗河》。

## 人物概覽
| 演員   | 角色   | 登場季度 | 登場季度 |
| 演員   | 角色   | 1        | 2        |
| ------ | ------ | -------- | -------- |
| 陳若軒 | 方木   | Main     | Main     |
| 王瀧正 | 邰偉   | Main     | Main     |
| 付枚   | 陳希   | Main     |          |
| 温心   | 鄧琳玥 | Main     |          |
| 袁晶   | 楊芸   |          | Main     |
| 彭渤   | 唐悠   |          | Main     |

## 劇集爭議
- 第一季播出完畢後，因一些問題被審查出需要下線重剪。顧小白接受采訪，透露出除了血腥暴力的問題，修改意見主要包括以下幾個方面：一是劇中警察的形象，要求「警察不能罵髒話，不能抽煙，審問的時候不能用暴力，包括語言上的態度，不能去威脅嫌疑人等。」二是劇中連環殺手是精神病人的設定，「修改意見說這個有歧視精神病人的嫌疑，還有就是說不能同情反派，但是劇中每個犯案者心理都有原因嘛，也就有了他不得不做、控制不了自己的時候，類似這些就挺難改的，改了戲都連不上也與『心理罪』這個主題不符了。」[4]原来有24集，一集40分钟左右。现在23集，一集25分钟左右。
- 第二季从1月2日凌晨起停更整顿；这部反映社会现实让人引发思考，改编自雷米心理罪系列小说的网剧在第一季也曾遭下架、剧方为保险播出开机前第二部小心了很多，但由于情节敏感还是避免不了此次整顿再重新上线的审核环节。

## 外部連結
- 心理罪的新浪微博